# Rosalyn Bryant
Rosalyn Evette Bryant (Chicago, 7 gennaio 1956) è un'ex velocista statunitense, attiva negli anni settanta.

## Palmarès
| Anno | Manifestazione | Sede     | Evento  | Risultato | Prestazione | Note |
| ---- | -------------- | -------- | ------- | --------- | ----------- | ---- |
| 1976 | Olimpiadi      | Montréal | 4×400 m | Argento   | 3'22"81     |      |